# Östergarnsberget
Östergarnsberget este o arie protejată (arie specială de conservare — SAC, sit de importanță comunitară — SCI) din Suedia întinsă pe o suprafață de 31,9 ha, integral pe uscat.

## Localizare
Centrul sitului Östergarnsberget este situat la coordonatele 57°25′05″N 18°51′24″E / 57.4181°N 18.8566°E.

## Înființare
Situl Östergarnsberget a fost declarat sit de importanță comunitară în decembrie 1998 pentru a proteja 1 specie de plante. Situl a fost protejat și ca arie specială de conservare în martie 2011.

## Biodiversitate
Situată în ecoregiunea boreală, aria protejată conține 5 habitate naturale: Alvar nordic și șisturi calcaroase precambriene, Pajiști uscate seminaturale și facies de acoperire cu tufișuri pe substraturi calcaroase (Festuco-Brometalia) (* situri importante pentru orhidee), Pășuni din zone de pădure fino-scandinave, Pante stâncoase calcaroase cu vegetație casmofită, Lespezi calcaroase.
La baza desemnării sitului se află o specie protejată de  plante: Tortella rigens.